# Angie Harmon
 (juin 2024).
Pour les articles homonymes, voir Harmon.
Angela ''Angie'' Michelle Harmon est une actrice, réalisatrice et productrice américaine née le 10 août 1972 à Highland Park aux États-Unis.

## Biographie
Angela ''Angie'' Michelle Harmon est née le 10 août 1972 à Highland Park, Texas, elle est la fille unique de Daphné Demar (née Caravageli) et Lawrence Paul « Larry » Harmon, un cadre de l'hôpital de Dallas. Sa mère est d'origine grecque et son père est d'origine anglaise, irlandaise, écossaise, allemande et cherokees.
Ses deux parents étaient mannequins dans les années 1970.
Angie Harmon a travaillé comme mannequin enfant et, en 1988, a remporté un concours de mannequin. Elle a étudié à Highland Park High School jusqu'en 1990. Une de ses camarades est Stephanie March de New York, unité spéciale, elles étaient étudiantes en deuxième année. Elle a gagné un concours de mannequin et a poursuivi une carrière de mannequin célèbre dans les années 1990. Elle a travaillé comme mannequin pour Calvin Klein, Giorgio Armani, et Donna Karan et est apparue sur une couverture de Elle, Cosmopolitan et Esquire. Elle est sous contrat avec IMG Models à New York.

## Carrière
Angie Harmon commence sa carrière en 1995 dans les séries Le Rebelle et Un privé à Malibu.
Elle fait ses premiers pas au cinéma en 1997 dans le film de John Duigan : Lawn Dogs. L'année suivante, elle obtient un rôle dans la série de Dick Wolf : New York, police judiciaire, jusqu'en 2001. Elle reprend son rôle dans le spin-off : New York, unité spéciale.
En 2003, elle joue aux côtés de Frankie Muniz et Hilary Duff dans le film Cody Banks, agent secret d'Harald Zwart.
En 2005, elle revient à la télévision dans la série Inconceivable et tourne également dans les films Braqueurs amateurs de Dean Parisot avec Jim Carrey, Téa Leoni, Alec Baldwin et Richard Jenkins et The Deal d'Harvey Kahn avec Christian Slater et Selma Blair. L'année suivante, elle joue avec Liam Neeson et Pierce Brosnan dans Seraphim Falls
En 2007, elle retrouve un rôle à la télévision dans Women's Murder Club, mais la série est annulée l'année suivante. Elle enchaîne ensuite avec des apparitions dans les séries Samantha qui ? et Chuck.
En 2010, elle obtient un des rôles principaux de la série policière Rizzoli and Isles, où elle partage l'affiche avec Sasha Alexander, Lee Thompson Young, Jordan Bridges, Bruce McGill et Lorraine Bracco. La série s'achève en 2016, après 7 saisons.

### Vie privée
Elle se marie à un joueur de football américain Jason Heath Sehorn le 9 juin 2001. Ce dernier l'a demandée en mariage en 2000 dans un show TV (The Tonight Show with Jay Leno), devant des millions de téléspectateurs américains. Ils ont trois filles : Finley Faith (née le 14 octobre 2003), Avery Grace (née le 22 juin 2005) et Emery Hope (née le 18 décembre 2008). Le couple s'est séparé en 2014 et  divorce en 2016.
Elle annonce ses fiançailles avec Greg Vaughan, un acteur notamment connu pour son rôle de Dan dans la série Charmed, le 25 décembre 2019. Le couple se sépare en juillet 2021.

### Politique
Républicaine, elle a été l'une des intervenantes à la convention nationale républicaine de 2004 pour soutenir le président George W. Bush, lors de sa campagne de réélection. Elle soutient John McCain, le candidat républicain lors des élections présidentielles américaines de 2008.
A plusieurs reprises, elle a déclaré être une "républicaine libérale" 
En 2020, dans une publication (supprimée depuis) sur son compte Twitter,  elle a déclaré avoir voté pour Joe Biden et Kamala Harris. 
En 2024, elle a gardé le secret sur son vote

## Filmographie

### Actrice

#### Cinéma
- 1997 : Lawn Dogs de John Duigan : Pamela 'Pam' Gregory
- 2003 : Cody Banks, agent secret (Agent Cody Banks) d'Harald Zwart : Veronica Miles
- 2005 : Braqueurs amateurs (Fun with Dick and Jane) de Dean Parisot : Véronica Cleeman
- 2005 : The Deal d'Harvey Kahn : Anna
- 2006 : Seraphim Falls de David Von Ancken : Rose
- 2006 : La Prison de verre 2 (Glass House : The Good Mother) de Steve Antin : Eve Goode

#### Télévision

##### Séries télévisées
- 1995 : Le Rebelle (Renegade) : Debbie Prentice (saison 4, épisode 8)
- 1995 - 1997 : Un privé à Malibu (Baywatch Nights) : Ryan McBride
- 1996 : Alerte à Malibu (Baywatch) : Ryan McBride
- 1997 : C-16 (C-16 : FBI) : Amanda Reardon
- 1998 - 2001 : New York, police judiciaire (Law and Order) : Substitut du Procureur Abbie Carmichael
- 1999 - 2000 : New York, unité spéciale (Law and Order : Special Victims Unit) (saison 1, épisodes 1, 2, 6, 10, 11 et 15) : Substitut du Procureur  Abbie Carmichael
- 2000 : Batman, la relève : Le Retour du Joker (Batman Beyond : Return of the Joker) : Barbara Gordon (voix)
- 2005 : Inconceivable : Dr. Nora Campbell
- 2007 - 2008 : Women's Murder Club : Inspecteur Lindsay Boxer
- 2009 : Samantha qui ? (Samantha Who ?) : Gigi
- 2010 : Chuck : Sydney Prince
- 2010 - 2016 : Rizzoli and Isles : Détective Jane Rizzoli
- 2017 - 2018 : Voltron : Legendary Defender : Lady Trigel (voix)

##### Téléfilms
- 2001 : Le Courtier du cœur (Good Advice) de Steve Rash : Page Hensen
- 2002 : L'Enfer à domicile (Video Voyeur : The Susan Wilson Story) de Tim Hunter : Susan Wilson
- 2006 : Complot à la Maison-Blanche (End Game) d'Andy Cheng : Kate Crawford
- 2008 : Un combat pour la vie (Living Proof) de Dan Ireland : Lilly Tartikoff
- 2022 :  Buried in Barstow : Hazel King

### Réalisatrice

#### Télévision

##### Séries télévisées
2016 : Rizzoli and Isles (Motards et mitard, saison 7 épisode 8)

### Productrice

#### Téléfilms
2022 : Buried in Barstow (productrice exécutive)

## Voix françaises
En France, Juliette Degenne est la voix française régulière d'Angie Harmon.
Au Québec, plusieurs comédiennes lui prêtent leur voix.